# Будо-Воробьи
Бу́до-Воробьи́ (укр. Будо-Вороб'ї) — село на Украине, основано в 1917 году, находится в Малинском районе Житомирской области.
Код КОАТУУ — 1823481201. Население по переписи 2001 года составляет 299 человек. Почтовый индекс — 11631. Телефонный код — 4133. Занимает площадь 1,675 км².

## Адрес местного совета
11600, Житомирская область, Малинский р-н, с. Будо-Воробьи